# Kalica
Kalica es un pueblo ubicado en el municipio de Berane, en Montenegro.

## Demografía
Hasta 2011 la población era de 128 habitantes, conformada por 35 hogares y 55 viviendas.
| 150                                                              | 181 | 211 | 342 | 199 | 227 | 146 | 128 |
| (Fuente: Population statistics of Eastern Europe & former USSR.) |     |     |     |     |     |     |     |

| Etnicidad                                           | Número | Porcentaje |
| --------------------------------------------------- | ------ | ---------- |
| Bosnios                                             | 133    | 91,09 %    |
| Musulmanes                                          | 12     | 8,21 %     |
| Montenegrinos                                       | 1      | 0,68 %     |
| Fuente: Republic of Montenegro. Statistical Office. |        |            |